# Laureano León Rodríguez
Laureano León Rodríguez, né le 22 octobre 1966 à Badajoz, est un homme politique espagnol membre du Parti populaire (PP).

## Biographie

### Vie privée
Il est marié.

### Activités politiques
Il est député à l'Assemblée d'Estrémadure de 1991 à 2011. Il est adjoint au maire de Cáceres depuis 2015 et a présidé la députation provinciale de Cáceres de 2011 à 2015.
Le 20 décembre 2015, il est élu sénateur pour Cáceres au Sénat et réélu en 2016.